# Chunhyangjeon

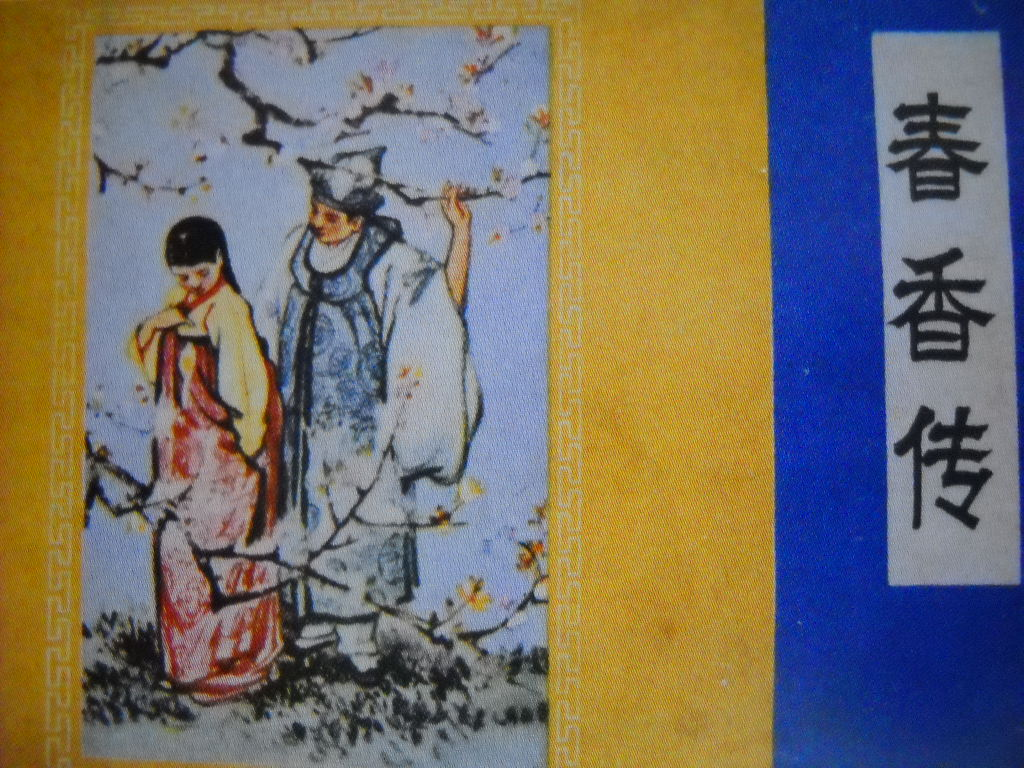
Copertina

Chunhyangjeon (춘향전?, 春香傳?, Ch'unhyang-chŏnMR; lett. "Storia di Chun-hyang") è un noto racconto popolare coreano. Sono sconosciuti sia il periodo in cui è stato composto che l'autore; la versione tramandata ha preso forma tra il 1694 e il 1834 dal più conosciuto dei cinque racconti pansori sopravvissuti, Chunhyangga (lett. "La canzone di Chun-hyang").

## Trama
Un giorno Yi Mong-nyong, alacre studioso, decide di uscire di casa per una pausa e prendere un po' di aria fresca. Egli vede Chun-hyang su un'altalena e si innamora a prima vista della giovane: ordina quindi al suo domestico, Bang-ja, di chiedere a Chun-hyang di incontrarlo, ma la ragazza rifiuta. Mong-nyong allora decide di presentarsi alla madre di Chun-hyang, Wolmae, per chiederle il permesso di sposare la figlia; Wolmae dà la sua approvazione e i due giovani si sposano quello stesso giorno.
Il padre di Mong-nyong, un ufficiale del governo, ha l'ordine di spostarsi in un'altra regione, Hanyang, quindi Mong-nyong deve lasciare Chun-hyang per seguire la sua famiglia. Ella gli consegna quindi un anello come simbolo del suo amore per lui e gli promette di essergli fedele e aspettarlo, finché non tornerà a prenderla per portarla con sé a Hanyang. Dopo che questi è partito, al villaggio di Chun-hyang arriva il sostituto del padre di Mong-nyong: Byeon, un uomo avido ed egoista, che passa la maggior parte del proprio tempo gozzovigliando con yangban e kisaeng. Chun-hyang, nota per la sua bellezza, è costretta a partecipare ad uno dei suoi festini e, nonostante non sia una cortigiana, Byeon la tratta come tale in quanto è figlia di una kisaeng. L'uomo vorrebbe costringerla ad avere rapporti con lui, ma Chun-hyang lo rifiuta in quanto sposata. Byeon si infuria e la fa imprigionare, decidendo di punirla il giorno del proprio compleanno.
Nel frattempo Mong-nyong ottiene il primo posto agli esami di stato e diviene un ispettore reale in incognito (amhaeng-eosa) con il compito di investigare e perseguire gli ufficiali del governo corrotti, avendo quindi l'incarico di emissario sotto copertura del re. Travestito egli arriva al villaggio di Chun-hyang, scoprendo quanto le è successo e la condotta disdicevole di Byeon. Dovendo nascondere la sua vera identità, si comporta come un pazzo e veste abiti da mendicante. Nonostante la sua apparente condizione, Chun-hyang lo ama ancora, quindi chiede a sua madre di prendersi cura di lui.
Durante le celebrazioni per il compleanno di Byeon, Mong-nyong interviene e recita un poema satirico sulla condotta disdicevole e gretta del magistrato, ma questi non comprende il significato del poema. Mong-nyong rivela allora la sua vera identità e punisce il signore. In un primo momento Chun-hyang non riconosce Mong-nyong e questi mette alla prova la sua fedeltà, chiedendole di passare la notte con lui. Chun-hyang lo rifiuta come fatto con Byeon: profondamente toccato dalla sua lealtà, Mong-nyong ordina ad una kisaeng di mostrarle l'anello che Chun-hyang gli aveva regalato. La ragazza rimane scioccata nel rendersi conto di avere davanti suo marito. I due giovani quindi si ritrovano e l'amore trionfa.

## Personaggi
- Sung Chun-hyang
La protagonista femminile, figlia della kisaeng Wolmae. È una fanciulla bellissima e di talento, versata nella poesia e nelle belle arti.
- Yi Mong-nyong
Il protagonista maschile, figlio di un magistrato del governo. È un uomo intelligente e affascinante. Si innamora a prima vista di Chun-hyang.
- Hyang-dan
Una domestica di Chun-hyang, a lei devota e fedele.
- Bang-ja
Un domestico di Mong-nyong.
- Wolmae
La madre di Chun-hyang, che per professione è stata una kisaeng.
- Byeon
Un ufficiale governativo cui è stato assegnato l'incarico che era del padre di Mong-nyong.

## Critica
Come molte altre opere letterarie, Chunhyangjeon riflette la società del periodo in cui è stata composta. Si ritrovano temi cari ai lettori di romanzi popolari:
- l'amore tra una cortigiana e il figlio di un ufficiale governativo;
- fedeltà, separazione e ricongiungimento;
- il signore avido ed egoista punito da Mong-nyong;
- Chun-hyang, che fino all'ultimo difende strenuamente la propria integrità.

L'ultimo punto è legato alla morale tradizionale conservatrice coreana. La donna che rifiuta di cedere alle lusinghe del funzionario non lo fa solo per amore verso il marito lontano, ma è, secondo la morale confuciana dell'epoca, la scelta della "moglie virtuosa": Chun-hyang diviene un'eroina perché non viene meno ai suoi principi, ed è pronta ad affrontare maltrattamenti e torture pur di rimanere fedele all'uomo che ha sposato.